# Mirandinha
Mirandinha (sinh ngày 2 tháng 7 năm 1959) là một cầu thủ bóng đá người Brasil.

## Đội tuyển bóng đá quốc gia Brasil
Mirandinha thi đấu cho đội tuyển bóng đá quốc gia Brasil từ năm 1987.

## Thống kê sự nghiệp
| Đội tuyển bóng đá Brasil | Đội tuyển bóng đá Brasil | Đội tuyển bóng đá Brasil |
| Năm                      | Trận                     | Bàn                      |
| ------------------------ | ------------------------ | ------------------------ |
| 1987                     | 4                        | 1                        |
| Tổng cộng                | 4                        | 1                        |